# Dasiops barbiellini
Dasiops barbiellini är en tvåvingeart som först beskrevs av Mario Bezzi 1910.  Dasiops barbiellini ingår i släktet Dasiops och familjen stjärtflugor. Inga underarter finns listade i Catalogue of Life.